# Kościół św. Katarzyny w Kołczewie
Kościół św. Katarzyny w Kołczewie – zabytkowy, orientowany ceglany kościół z XIX wieku położony w Kołczewie, w gminie Wolin, w województwie zachodniopomorskim. Jest główną siedzibą parafii św. Katarzyny w Kołczewie, leżącej w dekanacie Wolin. Stoi bezpośrednio obok miejsca dawnego kościoła o tej samej nazwie ze średniowiecza. Parafia i kościół prowadzone są przez Salwatorianów. 

## Opis

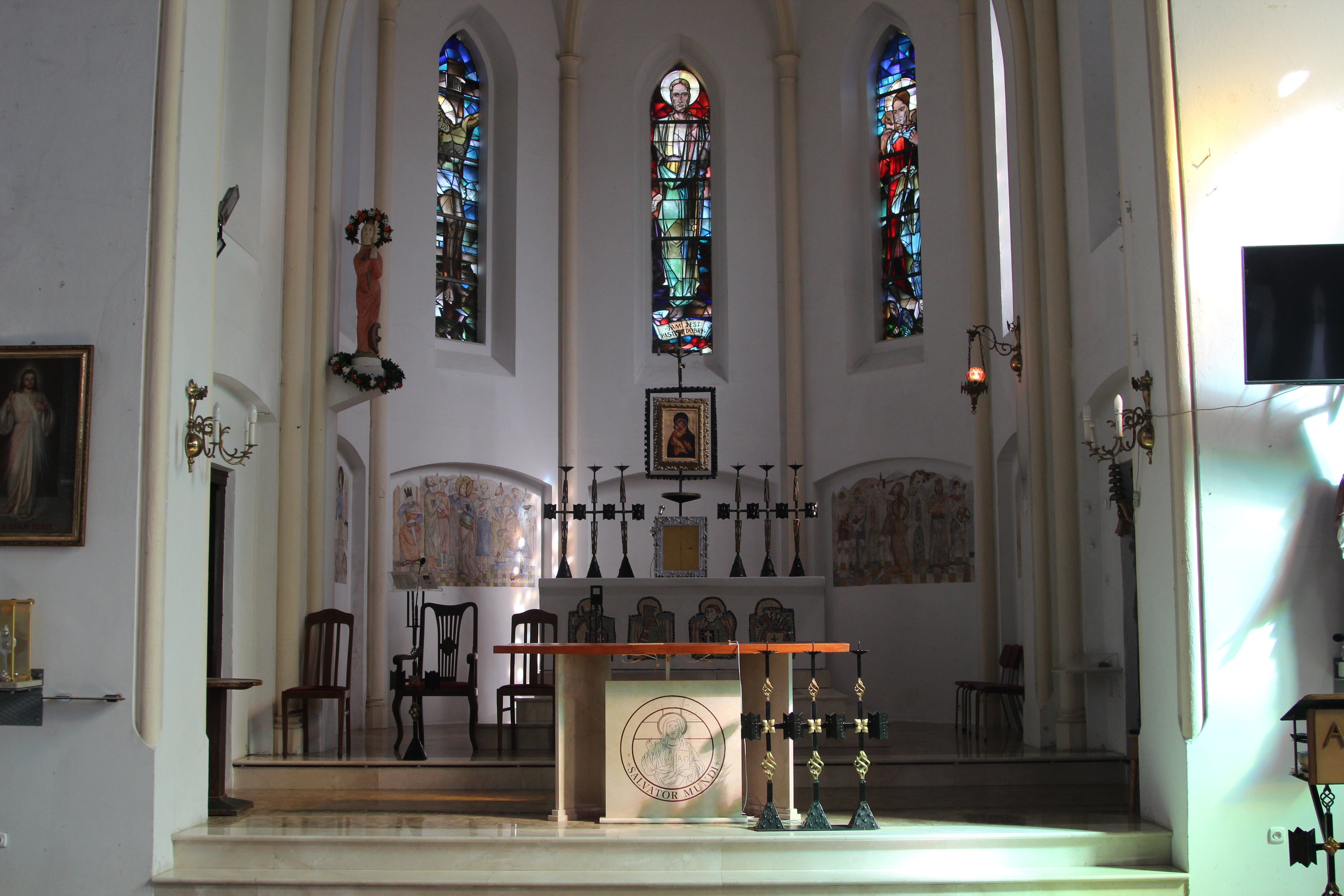
Prezbiterium

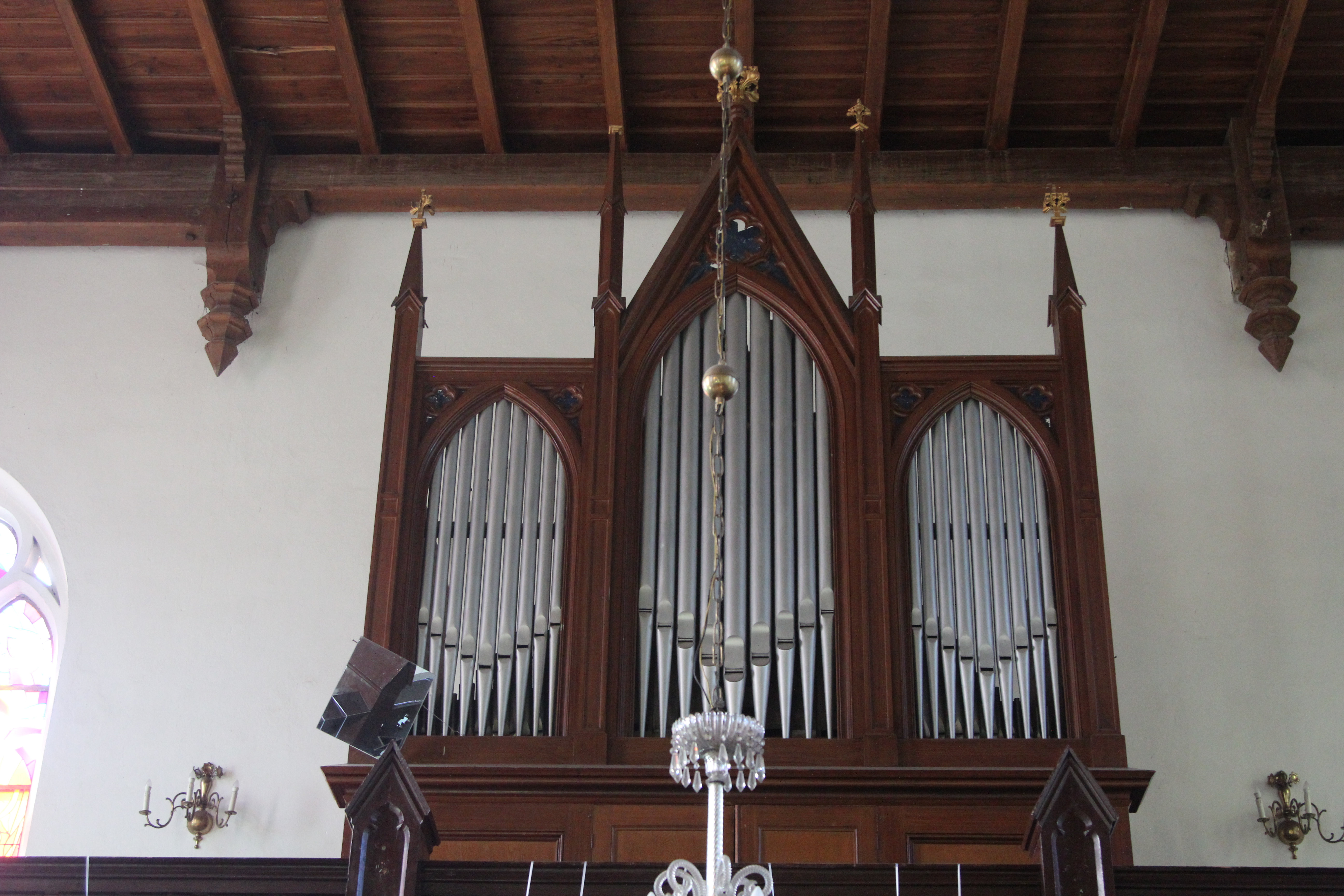
Organy

Kościół jest zbudowany z czerwonej cegły. Jest to obiekt orientowany, na rzucie prostokąta. Po wschodniej stronie przylega trójstronne prezbiterium, w którym w ołtarzu umieszczony jest obraz Madonny Włodzimierskiej. W oknach są witraże: w środkowym scena ukrzyżowania Chrystusa, w bocznych postacie Jezusa. Pod oknami zobaczyć można życie i mękę św. Katarzyny pokazaną we freskach. Do ściany zachodniej, nad wejściem przylega zwarta wieża kościelna z trzema kondygnacjami. Strop kościoła jest drewniany, belkowany.
W kościele stoją figury św. Katarzyny, św. Antoniego i Judy Tadeusza. Znajdują się tam też: kamienna chrzcielnica, drewniana ambona, a na ścianach droga krzyżowa.
Przed kościołem stoi głaz, a na nim pomnik Jana Pawła II poświęcony 1 maja 2011 roku.

## Historia
Kościół został wzniesiony pod koniec XIX wieku. Powojenne erygowanie kościoła nastąpiło 5 maja 1946 roku, a 25 kwietnia 1973 roku została erygowana parafia, tym samym obiekt stał się kościołem parafialnym. Dokonał tego biskup Jerzy Stroba.